# Чжао Юнь
Чжао Юнь (спрощ.: 赵云; кит. трад.: 趙雲; піньїнь: zhào yún; ? — 229) — китайський державний діяч періоду, військовик період Саньго. Служив Лю Бею, засновнику династії Шу. В китайському фольклорі і літературі відомий як один з «п'яти генералів-тигрів».  Посмертне ім'я — князь Шуньпін.

## Короткі відомості
Чжао Юнь походив з повіту Чжендін командирства Чаншань. Спочатку служив під керівництвом Гунсунь Цзана, полководця династії Пізня Хань. Керував гвардією Лю Бея, підлеглого генерала Гуньсуня, що воював із Юань Шао. Згодом перейшов під командування особисто Лю Бея і став його наближеним офіцером. Користувався пошаною останнього нарівні з генералами Гуань Юєм та Чжан Феєм. Під час поразки від військ Цао Цао в провінції Цзін, один кинувся у лави ворожого війська і зміг врятувати з полону Чан Баньпо, сина Лю Бея — Лю Шаня, та його наложницю Гань. За це отримав звання генерала.
Під час перебування на службі династії Шу, був радником і помічником Лю Бея, разом із Чжуге Ляном. Виступав проти плану Гуань Ю завоювати сусідню державу У. 
Під час битви за Ханьчжун розбив сили Цао Цао у воротах міста. У війську був прозваний «Генералом-тигром». В ході першого північного походу Чжуге Ляна керував малим загоном для заманювання противника. Був розбитий армією Цао Чженя, але зміг організувати відступ і зберегти обоз.